# Comunidade de Quilombo de Linharinho
Linharinho – A primeira comunidade reconhecida no estado do Espírito Santos foi Linharinho, localizada na região do Sapê do Norte, onde ficam os municípios de São Mateus e Conceição da Barra. A área chegou a ser habitada por cerca de 12 mil famílias quilombolas até o final da década de 60. Com a chegada da Aracruz Celulose esse número foi reduzido para 1.200 famílias, que resistem até hoje em pequenas comunidades em meio aos eucaliptos da empresa. Também há comunidades em São Domingos, São Jorge, Serraria e São Cristóvão.